# スターの広場 (テレビ番組)
『スターの広場』（すたーのひろば）は、1965年5月5日から8月25日までフジテレビ系列で放送されていたフジテレビ製作のバラエティ番組である。資生堂一社提供で、タイトルロゴには「花椿ショウ」（はなつばきしょう）を冠していた。放送時間は毎週水曜19:30 - 20:00（日本標準時）。

## 概要
毎回東宝所属の芸能人たちを集めて行われていた番組で、意表を突くようなかくし芸、視聴者参加によるゲームやクイズ、ミュージカルからの抜粋「ポケット・ミュージカル」、歌や踊りなど、様々な趣向を凝らして彼らの魅力を引き出そうとしていた。
資生堂がフジテレビで一社提供番組を持ったのは1960年6月 - 1962年5月放送の『東は東』以来3年ぶりであるが、この『花椿ショウ スターの広場』が事実上最後となった。

## 出演者

### 総合司会
- 小林桂樹

### 主な出演者
- 加山雄三
- 星由里子
- 宝田明
- 草笛光子
- 藤木悠
- 重山規子
- 高島忠夫
- 寿美花代
- 南利明
- 大空真弓
- 越路吹雪
- 中川ゆき

- 団令子
- ジェリー伊藤
- 小泉博
- 久保明
- 雪村いずみ
- 有島一郎
- 新珠三千代
- 中山千夏
- ザ・ベンチャーズ
- 谷幹一 ほか